# Anthony Martinez (polityk)
Anthony Martinez, Boots Martinez – belizeński polityk, członek Zjednoczonej Partii Demokratycznej, poseł z okręgu Port Loyola oraz minister ds. rozwoju, przemian społecznych i zmniejszenia ubóstwa.

## Życiorys
Związał się ze Zjednoczoną Partią Demokratyczną i z jej ramienia kandydował w wyborach lokalnych oraz do parlamentu.
W 1999 roku bez powodzenia kandydował w wyborach na burmistrza Belize City, przegrał z przedstawicielem silnego w Belize klanu Fonesców - Davidem (starszym synem Francisa).
W wyborach parlamentarnych w 2003 po raz pierwszy dostał się do izby niższej belizeńskiego parlamentu z okręgu Port Loyola.
7 lutego 2008 wygrał wybory parlamentarne w okręgu Port Loyola zdobywając 1949 głosów. Został członkiem Izby Reprezentantów, w po pokonaniu Oscara Rosado z PUP stosunkiem głosów: 74,05% do 21,5%
14 lutego premier Dean Barrow powołał go do swojego rządu na stanowisko ministra pracy.
W kolejnych wyborach 7 marca 2012 ponownie dostał się do Izby Reprezentantów z okręgu Port Loyola, w którym pokonał przedstawiciela PUP: Gilroya Ushera, zdobywając 1789 głosów (stosunek głosów: 63,22% do 34,98%)
Pięć dni później premier Dean Barrow powołał go do swojego drugiego rządu na stanowisko ministra ds. rozwoju, przemian społecznych i zmniejszenia ubóstwa.